# Mario Alberto Avilés
Mario Alberto Avilés CO (ur. 16 września 1969 w Meksyku) – amerykański duchowny katolicki meksykańskiego pochodzenia, biskup pomocniczy Brownsville od 2018.

## Życiorys
Święcenia kapłańskie otrzymał 21 lipca 1998 w zgromadzeniu filipinów. Pracował jako wikariusz w Pharr (1998–2002), a następnie jako proboszcz w Hidalgo (2002–2017). Pełnił też funkcję m.in. kierownika zakonnych placówek edukacyjnych w Pharr oraz prokuratora generalnego filipinów.
4 grudnia 2017 papież Franciszek mianował do biskupem pomocniczym Brownsville ze stolicą tytularną Cataquas. Sakry udzielił mu 22 lutego 2018 biskup Daniel Flores.